# Naturhamn

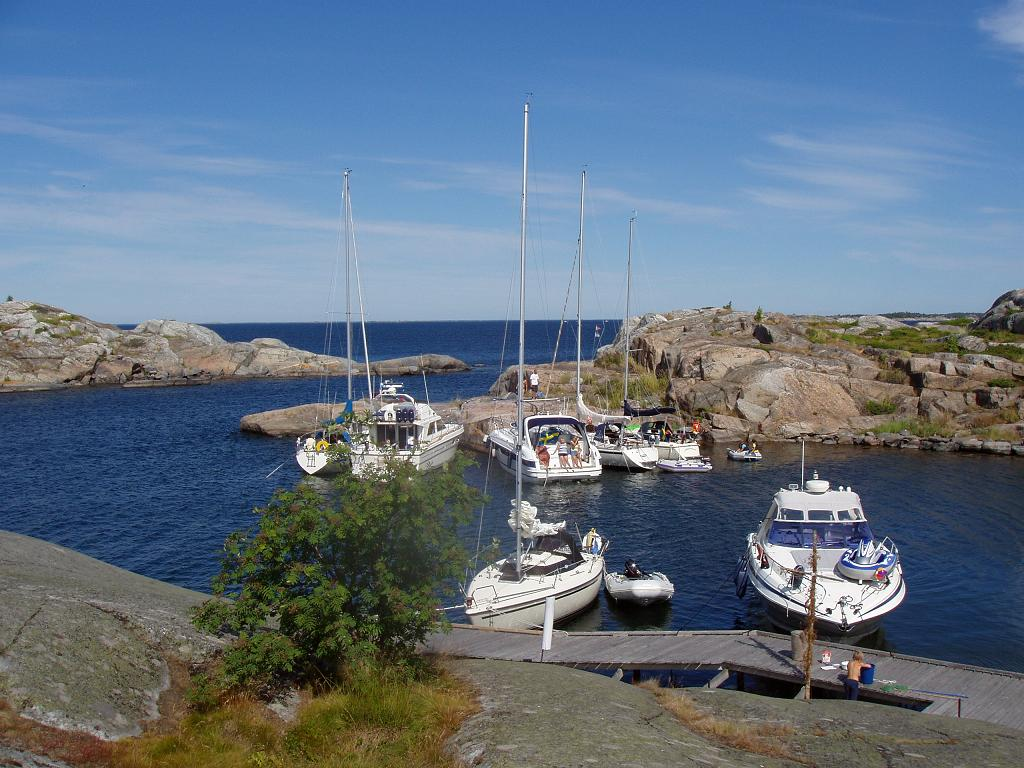
Naturhamn i Lilla Nassa skärgård.

Naturhamn eller naturlig hamn är en icke-konstgjord hamn med skyddat läge. Naturhamn betecknar i Sverige bland annat en småbåtshamn där man kan lägga till med  fritidsbåtar, men där kraven för att betecknas gästhamn inte uppfylls. Vid en naturhamn bör det finnas viss mån av service som till exempel WC, soptömning och liknande.
Historiskt sett var naturhamnar viktiga, eftersom konstgjorda skydd såsom vågbrytare var krävande att bygga. Många av världens viktiga hamnstäder ligger i naturligt skyddade lägen, såsom i floder nära mynningen, i sund, skärgårdar, eller i skyddade vikar. Några exempel är Göteborg, London, Hamburg, New York och San Francisco.